# Northwest Film Fest
O Northwest Film Fest é um festival de cinema realizado anualmente em Thunder Bay, Ontário. Fundado em 1993 pela North of Superior Film Association, o festival apresenta um programa de filmes no cinema de SilverCity em abril de cada ano.